# Campeonato Maranhense de Futebol de 1969
O Campeonato Maranhense de Futebol de 1969 foi a 48º edição da divisão principal do campeonato estadual do Maranhão. O campeão foi o Maranhão que conquistou seu 6º título na história da competição. O artilheiro do campeonato foi Hamilton, jogador do Maranhão, com 6 gols marcados.

## Premiação
| Campeonato Maranhense de 1969 |
| São Luís                      |
| ----------------------------- |
| Maranhão Campeão (6º título)  |